# Liste des 100 meilleurs films argentins
La liste des 100 meilleurs films argentin est une série de sondage réalisé pour établir une liste des meilleurs films de tous les temps du cinéma argentin.
Ce sondage organisé par le Museo del Cine Pablo Ducrós Hicken (es) de Buenos Aires a été réalisé en 1977, 1984, 1991 et 2000.

## Top 10 de 1977
| No | Titre                                       | Réalisateur             | Année |
| -- | ------------------------------------------- | ----------------------- | ----- |
| 1  | Prisioneros de la tierra                    | Mario Soffici           | 1939  |
| 2  | La Maison de l'ange (La casa del ángel)     | Leopoldo Torre Nilsson  | 1957  |
| 3  | La Guerre des gauchos (La guerra gaucha)    | Lucas Demare            | 1942  |
| 4  | Así es la vida (es)                         | Francisco Mugica        | 1939  |
| 5  | La vuelta al nido (es)                      | Leopoldo Torre Nilsson  | 1938  |
| 6  | Le Fleuve de sang (Las aguas bajan turbias) | Hugo del Carril         | 1952  |
| 7  | El jefe (es)                                | Fernando Ayala          | 1958  |
| 8  | La dama duende (es)                         | Luis Saslavsky          | 1945  |
| 9  | Malambo (es)                                | Alberto de Zavalía (es) | 1942  |
| 10 | Fuera de la ley                             | Manuel Romero           | 1937  |

## Top 10 de 1984
| No | Titre                                            | Réalisateur            | Année |
| -- | ------------------------------------------------ | ---------------------- | ----- |
| 1  | Prisioneros de la tierra                         | Mario Soffici          | 1939  |
| 2  | La Patagonia rebelde                             | Héctor Olivera         | 1974  |
| 3  | La Guerre des gauchos (La guerra gaucha)         | Lucas Demare           | 1942  |
| 4  | Le Fleuve de sang (Las aguas bajan turbias)      | Hugo del Carril        | 1952  |
| 5  | Le Temps de la revanche (Tiempo de revancha)     | Adolfo Aristarain      | 1981  |
| 6  | La Maison de l'ange (La casa del ángel)          | Leopoldo Torre Nilsson | 1957  |
| 7  | Ceux des îles (Los isleros))                     | Lucas Demare           | 1951  |
| 8  | La tregua                                        | Sergio Renán           | 1974  |
| 9  | Este es el romance del Aniceto y la Francisca... | Leonardo Favio         | 1967  |
| 10 | El jefe (es)                                     | Fernando Ayala         | 1958  |

## Top 101 de 2000
| No | Titre                                                  | Réalisateur                                    | Année | Votes |
| -- | ------------------------------------------------------ | ---------------------------------------------- | ----- | ----- |
| 1  | Crónica de un niño solo                                | Leonardo Favio                                 | 1965  | 76    |
| 2  | Camila                                                 | María Luisa Bemberg                            | 1984  | 75    |
| 3  | Le Fleuve de sang (Las aguas bajan turbias)            | Hugo del Carril                                | 1952  | 72    |
| 3  | La Patagonia rebelde                                   | Héctor Olivera                                 | 1974  | 72    |
| 5  | Rosaura à dix heures (Rosaura a las diez)              | Mario Soffici                                  | 1958  | 68    |
| 6  | Este es el romance del Aniceto y la Francisca...       | Leonardo Favio                                 | 1967  | 67    |
| 7  | Prisioneros de la tierra                               | Mario Soffici                                  | 1939  | 66    |
| 7  | La tregua                                              | Sergio Renán                                   | 1974  | 66    |
| 9  | La Guerre des gauchos (La guerra gaucha)               | Lucas Demare                                   | 1942  | 65    |
| 10 | L'Histoire officielle (La historia oficial)            | Luis Puenzo                                    | 1985  | 63    |
| 11 | Juan Moreira (es)                                      | Leonardo Favio                                 | 1973  | 62    |
| 11 | Mundo grúa                                             | Pablo Trapero                                  | 1999  | 62    |
| 11 | Le Temps de la revanche (Tiempo de revancha)           | Adolfo Aristarain                              | 1981  | 62    |
| 14 | La Maison de l'ange (La casa del ángel)                | Leopoldo Torre Nilsson                         | 1957  | 61    |
| 14 | Apenas un delincuente (es)                             | Hugo Fregonese                                 | 1949  | 61    |
| 14 | Homme regardant au sud-est (Hombre mirando al sudeste) | Eliseo Subiela                                 | 1986  | 61    |
| 14 | Pizza, birra, faso                                     | Adrián Caetano et Bruno Stagnaro               | 1998  | 61    |
| 18 | Ceux des îles (Los isleros)                            | Lucas Demare                                   | 1951  | 59    |
| 19 | Esperando la carroza                                   | Alejandro Doria                                | 1985  | 58    |
| 20 | Los inundados                                          | Fernando Birri                                 | 1962  | 57    |
| 21 | L'Employé (El dependiente)                             | Leonardo Favio                                 | 1969  | 55    |
| 21 | Dios se lo pague (es)                                  | Luis César Amadori                             | 1948  | 55    |
| 21 | Un lieu dans le monde (Un lugar en el mundo)           | Adolfo Aristarain                              | 1992  | 55    |
| 24 | Le Film du roi (La película del rey)                   | Carlos Sorín                                   | 1986  | 54    |
| 24 | Tangos, l'exil de Gardel (Tangos, el exilio de Gardel) | Fernando Solanas                               | 1986  | 54    |
| 26 | Shunko (es)                                            | Lautaro Murúa                                  | 1962  | 53    |
| 27 | Hombre de la esquina rosada (es)                       | René Mugica                                    | 1962  | 50    |
| 27 | La Main dans le piège (La mano en la trampa)           | Leopoldo Torre Nilsson                         | 1961  | 50    |
| 29 | Pelota de trapo (es)                                   | Leopoldo Torres Ríos                           | 1948  | 49    |
| 29 | La Raulito (es)                                        | Lautaro Murúa                                  | 1975  | 49    |
| 31 | Alias Gardelito (es)                                   | Lautaro Murúa                                  | 1961  | 48    |
| 32 | El jefe (es)                                           | Fernando Ayala                                 | 1958  | 47    |
| 32 | Sol de otoño (es)                                      | Eduardo Mignogna                               | 1996  | 47    |
| 34 | La deuda interna                                       | Miguel Pereira                                 | 1988  | 46    |
| 35 | Boquitas pintadas                                      | Leopoldo Torre Nilsson                         | 1974  | 45    |
| 35 | L'Heure des brasiers (La hora de los hornos)           | Fernando Solanas                               | 1968  | 45    |
| 37 | Últimos días de la víctima (es)                        | Adolfo Aristarain                              | 1982  | 44    |
| 38 | Breve cielo (es)                                       | David José Kohon                               | 1969  | 43    |
| 38 | Gatica, el Mono (es)                                   | Leonardo Favio                                 | 1993  | 43    |
| 38 | Pampa barbare (Pampa bárbara)                          | Lucas Demare et Hugo Fregonese                 | 1945  | 43    |
| 38 | La vuelta al nido (es)                                 | Leopoldo Torres Ríos                           | 1938  | 43    |
| 42 | Casas de fuego (es)                                    | Juan Bautista Stagnaro                         | 1995  | 42    |
| 42 | Quebracho                                              | Ricardo Wullicher                              | 1974  | 42    |
| 44 | On n'en parle pas (De eso no se habla)                 | María Luisa Bemberg                            | 1993  | 41    |
| 45 | Darse cuenta (es)                                      | Alejandro Doria                                | 1984  | 40    |
| 45 | Los martes, orquídeas (es)                             | Francisco Mugica                               | 1941  | 40    |
| 45 | Miss Mary                                              | María Luisa Bemberg                            | 1986  | 40    |
| 45 | Pajarito Gómez (es)                                    | Rodolfo Kuhn                                   | 1965  | 40    |
| 49 | Buenos Aires Vice Versa                                | Alejandro Agresti                              | 1996  | 39    |
| 50 | Así es la vida (es)                                    | Francisco Mugica                               | 1939  | 38    |
| 50 | Moebius                                                | Gustavo Mosquera                               | 1996  | 38    |
| 52 | Asesinato en el Senado de la Nación (es)               | Juan José Jusid                                | 1984  | 36    |
| 52 | Le Crime d'Oribe (El Crimen de Oribe)                  | Leopoldo Torres Ríos et Leopoldo Torre Nilsson | 1950  | 36    |
| 52 | Nazareno Cruz y el lobo (es)                           | Leonardo Favio                                 | 1975  | 36    |
| 52 | La parte del león (es)                                 | Adolfo Aristarain                              | 1978  | 36    |
| 52 | Tres veces Ana (es)                                    | David José Kohon                               | 1961  | 36    |
| 57 | Fin de fiesta                                          | Leopoldo Torre Nilsson                         | 1960  | 35    |
| 57 | Une sale petite guerre (No habrá más penas ni olvido)  | Héctor Olivera                                 | 1983  | 35    |
| 59 | La fuga (es)                                           | Luis Saslavsky                                 | 1937  | 34    |
| 59 | Hijo de hombre (es)                                    | Lucas Demare                                   | 1961  | 34    |
| 59 | Martín (Hache)                                         | Adolfo Aristarain                              | 1997  | 34    |
| 59 | Un muro de silencio (es)                               | Lita Stantic                                   | 1993  | 34    |
| 59 | Plata dulce (es)                                       | Fernando Ayala                                 | 1982  | 34    |
| 64 | Dar la cara                                            | José Martínez Suárez                           | 1962  | 32    |
| 64 | Kilómetro 111                                          | Mario Soffici                                  | 1938  | 32    |
| 64 | Le Sud (Sur)                                           | Fernando Solanas                               | 1988  | 32    |
| 67 | El amor es una mujer gorda                             | Alejandro Agresti                              | 1988  | 31    |
| 67 | Cortázar                                               | Tristán Bauer                                  | 1994  | 31    |
| 69 | El ángel desnudo                                       | Carlos Hugo Christensen                        | 1946  | 30    |
| 69 | Barrio gris                                            | Mario Soffici                                  | 1954  | 30    |
| 69 | La muerte camina en la lluvia                          | Carlos Hugo Christensen                        | 1948  | 30    |
| 72 | La cifra impar                                         | Manuel Antín                                   | 1962  | 29    |
| 72 | La Noche de los Lápices                                | Héctor Olivera                                 | 1986  | 29    |
| 72 | La República perdida                                   | Miguel Pérez                                   | 1983  | 29    |
| 75 | Le Bel homme du 900 (Un guapo del 900)                 | Leopoldo Torre Nilsson                         | 1960  | 28    |
| 75 | Le Côté obscur du cœur (El lado oscuro del corazón)    | Eliseo Subiela                                 | 1992  | 28    |
| 77 | La Chute (La caída)                                    | Leopoldo Torre Nilsson                         | 1959  | 27    |
| 77 | La dama duende                                         | Luis Saslavsky                                 | 1945  | 27    |
| 77 | Les Fils de Fierro (Los hijos de Fierro)               | Fernando Solanas                               | 1975  | 27    |
| 77 | Invasión                                               | Hugo Santiago                                  | 1969  | 27    |
| 77 | Los jóvenes viejos                                     | Rodolfo Kuhn                                   | 1962  | 27    |
| 82 | Mercado de abasto                                      | Lucas Demare                                   | 1955  | 26    |
| 82 | Su mejor alumno                                        | Lucas Demare                                   | 1944  | 26    |
| 82 | El vampiro negro                                       | Román Viñoly Barreto                           | 1953  | 26    |
| 82 | Viento norte                                           | Mario Soffici                                  | 1937  | 26    |
| 82 | Moi, la pire de toutes (Yo, la peor de todas)          | María Luisa Bemberg                            | 1990  | 26    |
| 87 | Los muchachos de antes no usaban arsénico              | José Martínez Suárez                           | 1976  | 25    |
| 87 | Si muero antes de despertar                            | Carlos Hugo Christensen                        | 1952  | 25    |
| 89 | Aquello que amamos                                     | Leopoldo Torres Ríos                           | 1959  | 24    |
| 89 | Edad difícil                                           | Leopoldo Torres Ríos                           | 1956  | 24    |
| 89 | Los gauchos judíos                                     | Juan José Jusid                                | 1975  | 24    |
| 89 | Los de la mesa 10                                      | Simón Feldman                                  | 1960  | 24    |
| 89 | Au-delà de l'oubli (Más allá del olvido)               | Hugo del Carril                                | 1956  | 24    |
| 89 | No abras nunca esa puerta                              | Carlos Hugo Christensen                        | 1952  | 24    |
| 89 | Tute Cabrero                                           | Juan José Jusid                                | 1968  | 24    |
| 96 | Ayer fue primavera                                     | Fernando Ayala                                 | 1955  | 23    |
| 97 | Donde mueren las palabras                              | Hugo Fregonese                                 | 1946  | 22    |
| 97 | Eva Perón                                              | Juan Carlos Desanzo                            | 1996  | 22    |
| 97 | Gerónima                                               | Raúl Tosso                                     | 1986  | 22    |
| 97 | Historia de una noche                                  | Luis Saslavsky                                 | 1941  | 22    |
| 97 | Safo, historia de una pasión                           | Carlos Hugo Christensen                        | 1943  | 22    |

## Top 30 de 2022
| No | Titre                                            | Réalisateur                           | Année | Votes |
| -- | ------------------------------------------------ | ------------------------------------- | ----- | ----- |
| 1  | La ciénaga                                       | Lucrecia Martel                       | 2001  | 224   |
| 2  | Invasión                                         | Hugo Santiago                         | 1969  | 136   |
| 3  | Le Temps de la revanche (Tiempo de revancha)     | Adolfo Aristarain                     | 1981  | 124   |
| 4  | L'Employé (El dependiente)                       | Leonardo Favio                        | 1969  | 108   |
| 5  | Crónica de un niño solo                          | Leonardo Favio                        | 1965  | 100   |
| 6  | L'Heure des brasiers (La hora de los hornos)     | Fernando Solanas                      | 1968  | 99    |
| 7  | Juan, como si nada hubiera sucedido (es)         | Carlos Echeverría                     | 1987  | 96    |
| 8  | Pizza, birra, faso                               | Adrián Caetano et Bruno Stagnaro (es) | 1998  | 88    |
| 9  | Silvia Prieto                                    | Martín Rejtman                        | 1999  | 86    |
| 10 | Les Neuf Reines (Nueve reinas)                   | Fabián Bielinsky                      | 2000  | 80    |
| 11 | Juan Moreira (es)                                | Leonardo Favio                        | 1973  | 79    |
| 12 | El aura                                          | Fabián Bielinsky                      | 2005  | 74    |
| 13 | Los traidores (es)                               | Raymundo Gleyzer (es)                 | 1973  | 73    |
| 13 | Este es el romance del Aniceto y la Francisca... | Leonardo Favio                        | 1966  | 73    |
| 15 | Le Fleuve de sang (Las aguas bajan turbias)      | Hugo del Carril                       | 1952  | 71    |
| 16 | Historias extraordinarias                        | Mariano Llinás                        | 2008  | 69    |
| 17 | Esperando la carroza                             | Alejandro Doria                       | 1985  | 68    |
| 18 | Nazareno Cruz y el lobo (es)                     | Leonardo Favio                        | 1975  | 67    |
| 19 | Au-delà de l'oubli (Más allá del olvido)         | Hugo del Carril                       | 1956  | 63    |
| 20 | Zama                                             | Lucrecia Martel                       | 2017  | 62    |
| 20 | Prisioneros de la tierra                         | Mario Soffici                         | 1939  | 62    |
| 22 | Gatica, el Mono (es)                             | Leonardo Favio                        | 1993  | 61    |
| 23 | Rosaura à dix heures (Rosaura a las diez)        | Mario Soffici                         | 1958  | 55    |
| 24 | Pajarito Gómez (es)                              | Rodolfo Kuhn (es)                     | 1965  | 54    |
| 24 | Los rubios                                       | Albertina Carri                       | 2003  | 54    |
| 24 | La Maison de l'ange (La casa del ángel)          | Leopoldo Torre Nilsson                | 1957  | 54    |
| 27 | Camila                                           | María Luisa Bemberg                   | 1984  | 48    |
| 28 | Tire dié                                         | Fernando Birri                        | 1960  | 47    |
| 28 | La Femme sans tête (La mujer sin cabeza)         | Lucrecia Martel                       | 2008  | 47    |
| 30 | La Patagonia rebelde                             | Héctor Olivera                        | 1974  | 45    |